# Kanton Janzé
Janzé is een kanton van het Franse departement Ille-et-Vilaine. Het kanton maakt deel uit van de arrondissementen Rennes (7) en Fougères-Vitré  (3).

## Gemeenten
Het kanton Janzé omvatte tot 2014 de volgende 6 gemeenten:
- Amanlis
- Boistrudan
- Brie
- Corps-Nuds
- Janzé (hoofdplaats)
- Piré-sur-Seiche

Na de herindeling van de kantons door het decreet van 18 februari 2014, met uitwerking op 22 maart 2015, omvat het volgende 10 gemeenten:
- Amanlis
- Bourgbarré
- Brie
- Corps-Nuds
- Janzé
- Nouvoitou
- Orgères
- Saint-Armel
- Saint-Erblon
- Vern-sur-Seiche